# Polenaktion

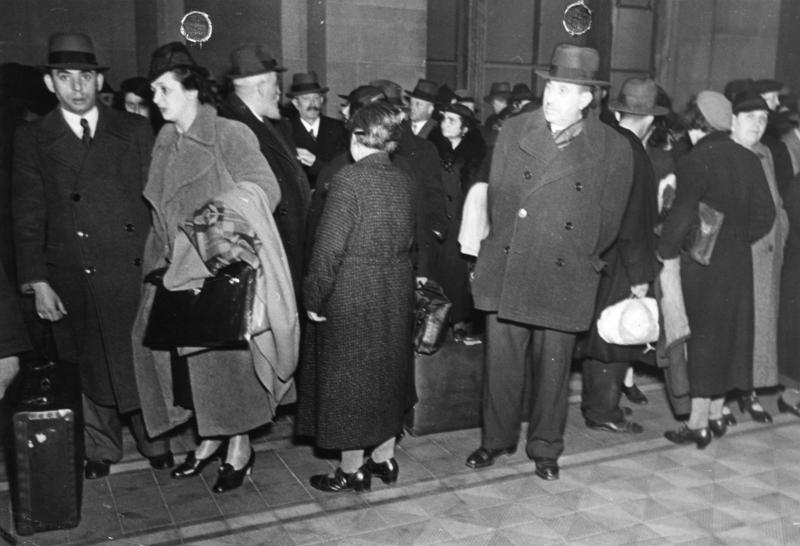
Ausweisung jüdischer Polen aus Nürnberg am 28. Oktober 1938, Aufnahme aus dem Bundesarchiv

Als Polenaktion bezeichnete man die Ende Oktober 1938 auf Anweisung Heinrich Himmlers und in Abstimmung mit dem Auswärtigen Amt kurzfristig durchgeführte Verhaftung von mindestens 17.000 im Deutschen Reich lebenden, aus Polen eingewanderten Juden und ihrer Nachkommen sowie ihre Ausweisung und Verbringung über die polnische Grenze. Die Abschiebung erfolgte gewaltsam und kam für die Betroffenen völlig überraschend. Herschel Grynszpan, dessen Eltern betroffen waren, schoss deswegen am 7. November in Paris auf den deutschen Botschaftsmitarbeiter Ernst Eduard vom Rath, der am 9. November starb, was wiederum als Anlass für die Novemberpogrome 1938 genommen wurde.

## Geschichte

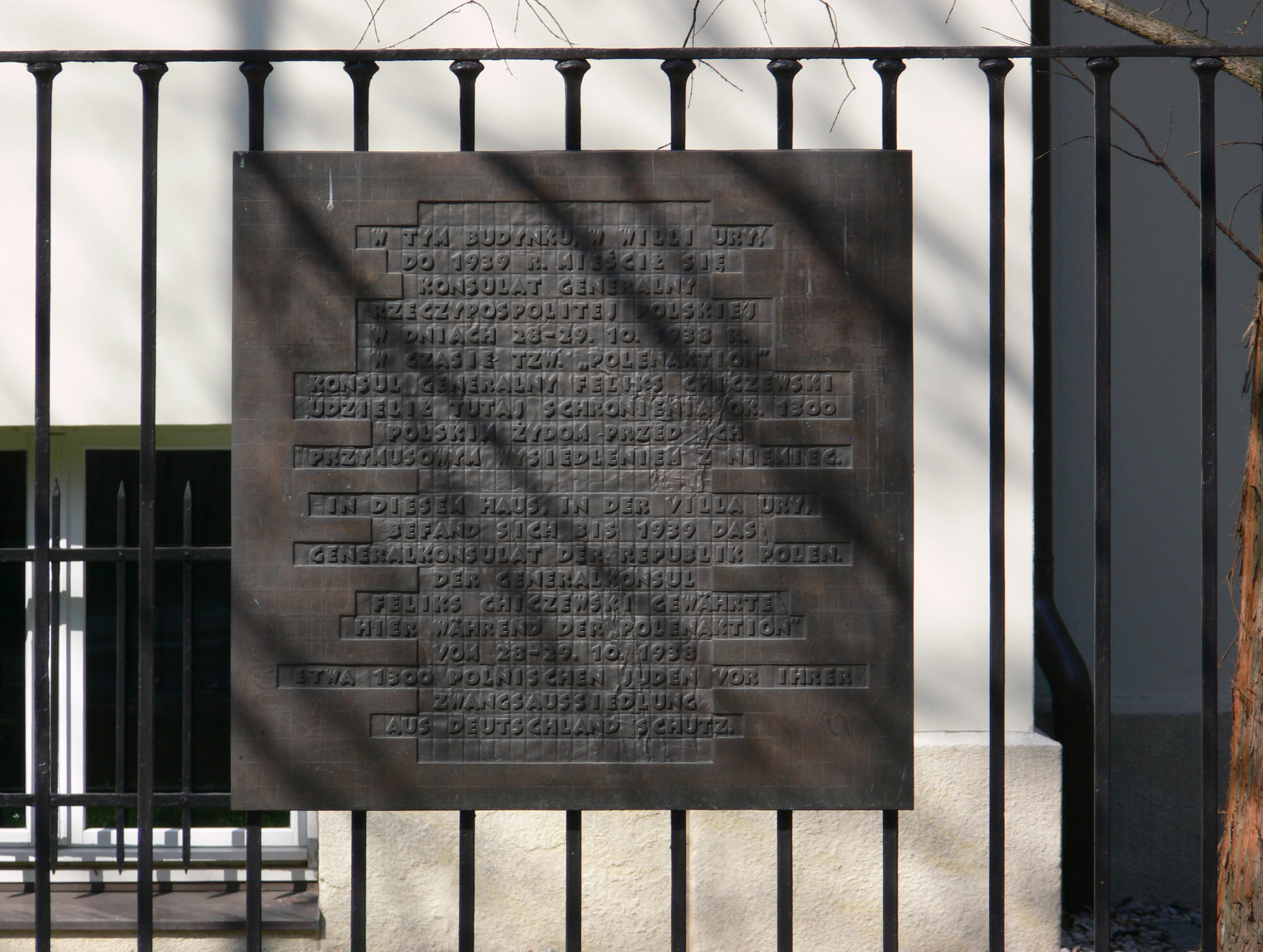
Gedenktafel am ehemaligen Polnischen Generalkonsulat in Leipzig, in dem 1938 etwa 1300 polnische Juden Schutz fanden (Musikviertel, Wächterstraße 32)

Am 31. März 1938 wurde vom polnischen Parlament ein Gesetz verabschiedet, das die Möglichkeit vorsah, polnischen Staatsbürgern, die länger als fünf Jahre ununterbrochen im Ausland lebten, die Staatsbürgerschaft zu entziehen. Anlass hierfür war vor allem der Anschluss Österreichs, nach dem die polnische Regierung mit der baldigen Einreise von bis zu 20.000 jüdischen Flüchtlingen polnischer Herkunft aus dem besetzten Österreich rechnete. Am 9. Oktober 1938 folgte eine Verfügung, nach der im Ausland ausgestellte Pässe ab 30. Oktober 1938 nur mit einem Prüfvermerk eines polnischen Konsulats zur Einreise nach Polen berechtigten. Auf diese Weise wollte die polnische Regierung eine Massenausweisung nach Polen der im Deutschen Reich lebenden Juden polnischer Staatsangehörigkeit verhindern.
Staatssekretär Ernst von Weizsäcker drückte gegenüber dem polnischen Botschafter Józef Lipski die Befürchtung der deutschen Führung aus, dass „uns im Wege der Ausbürgerung ein Klumpen von 40–50 000 staatenlosen ehemaligen polnischen Juden in den Schoß fiele“. Die polnische Regierung wurde am 26. Oktober ultimativ aufgefordert, die Inhaber polnischer Pässe auch künftig ohne Sichtvermerk einreisen zu lassen, andernfalls werde man die polnischen Juden noch vor Inkrafttreten des Gesetzes abschieben.
In der NS-gesteuerten Presse waren besonders Juden osteuropäischer Herkunft schon seit der „Machtergreifung“ von 1933 immer drastischer verunglimpft und diffamiert worden. Im Deutschen Reich sowie den angeschlossenen Gebieten lebten zu dieser Zeit etwa 72.000 Juden polnischer Staatsangehörigkeit. Reinhard Heydrich ließ zwischen dem 28. und 29. Oktober 1938 zahlreiche Juden polnischer Staatsangehörigkeit verhaften. Der schnelle Zugriff wurde durch die seit 1935 geführte Judenkartei ermöglicht. Obwohl diese Aktion überraschend kam, konnte die Polizei nur einen Teil der polnischen Juden festnehmen und abschieben. Einige wurden nicht in der Wohnung angetroffen, mussten wegen Krankheit oder Gebrechlichkeit entlassen werden oder konnten sich versteckt halten. Betroffen von der Aktion waren vor allem männliche Erwachsene. Sie wurden zunächst in Gefängnissen und Sammellagern festgehalten und dann mit bewachten Sonderzügen über die Grenze vor allem bei Neu Bentschen (Brandenburg)/Zbąszyń (Bentschen, zur Woiwodschaft Posen), Chojnice (Konitz) in Pommerellen und Beuthen in Oberschlesien abgeschoben. Die Ausgewiesenen durften nur Nahrungsmittel für zwei Tage und wenige persönliche Habseligkeiten mitnehmen. Einige durften später noch einmal für kurze Zeit nach Deutschland zurückkehren, um ihren Besitz zu verkaufen. Die Erlöse wurden jedoch auf Sperrkonten deponiert.
Die Zwangsausweisung kam für die polnischen Grenzbehörden überraschend, so dass sie unter den gegebenen Umständen völlig überfordert waren und je nach Ort unterschiedlich agierten. An manchen Grenzorten konnten die Ausgewiesenen ungehindert weiterreisen, ohne namentlich erfasst zu werden. In Zbąszyń wurde der Versuch unternommen, die abgeschobenen Personen zu registrieren bzw. ihre Pässe zu kontrollieren. Etwa 10.000 der Ausgewiesenen durften innerhalb der ersten zwei Tage in das Landesinnere weiterreisen. Diejenigen allerdings, die in Polen keine Familienangehörigen bzw. Bekannten hatten, bei denen sie unterkommen konnten, und diejenigen, denen man die Einreise verweigerte, wurden in Zbąszyń interniert. Das dortige Lager wurde vom amerikanischen Joint Distribution Committee finanziell unterstützt. Im Winter 1938/39 hielten sich bis zu 8000 Personen im Lager auf, in dem katastrophale hygienische Bedingungen herrschten.
Nach Protesten des polnischen Außenministeriums wurde die Polenaktion eingestellt. Diejenigen Juden, welche nicht über die polnische Grenze getrieben werden konnten, wurden von den deutschen Behörden zurück ins Landesinnere gebracht. Im Januar 1939 schlossen Polen und das Deutsche Reich eine Vereinbarung, wonach rund 6000 Familienangehörigen der zuvor Ausgewiesenen (Frauen und Kinder) die Einreise nach Polen ermöglicht wurde.
Der spätere Literaturkritiker Marcel Reich-Ranicki war von dieser Maßnahme betroffen. Des Weiteren befand sich Zindel (Sendel) Grynszpan, ein Schneidermeister aus Hannover, nebst Angehörigen bei den Deportierten. Dessen in Paris lebender 17-jähriger Sohn Herschel Grynszpan hörte vom Martyrium seiner Familie. Um auf die Situation der Juden aufmerksam zu machen, schoss er am 7. November 1938 auf den 3. Sekretär der deutschen Botschaft Ernst Eduard vom Rath, der am 9. November verstarb. Die Nationalsozialisten nahmen dies zum Anlass, in der folgenden Nacht die Novemberpogrome 1938 auszulösen.
Zindel (Sendel) Grynszpan sagte 1961 im Eichmann-Prozess über die Umstände seiner Deportation und die seiner Familie während der „Polenaktion“ als Zeuge aus.
Die Zusammenarbeit von Reichsbahn und Behörden bei der Abschiebung lieferte das Vorbild für die späteren Deportationen in die Konzentrations- und Vernichtungslager.